# 頭化
頭化（とうか、英: cephalization）とは、左右相称動物において、系統発生的に体の前端部が頭部として分化し、特に神経系の支配中枢が頭部に集中していく現象。頭形成とも呼ばれる。頭化は摂食行動と関連して生じたものとされ、光や音などの刺激を感じ、積極的に摂食する行動を可能にするために体の前端に頭を発達させたと考えられる。

## 概要

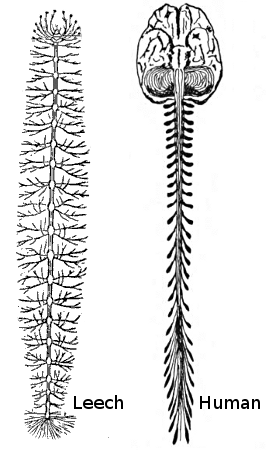
ヒトとヒル（環形動物）の神経系の比較。

頭化は左右相称の体制になるのに伴い起こった。頭部では神経細胞が大きな神経節または脳として集中し、よく発達した感覚器官を持つ。脊椎動物の哺乳類では巨大な脳を持ち、中枢神経系は神経管に由来して背側に形成されるのに対し、節足動物の昆虫では、頭部の脳は微小で体節ごとの神経節が連なり腹側に形成される。このように明瞭な発生過程の違いがあるためかつては独立に獲得したものと考えられていたが、中枢神経系の初期発生過程を制御する遺伝子の多くを共有している。例えば、動物界の多くの分類群で、前脳および中脳を含む頭部領域では Otx、Emx ファミリーと呼ばれるホメオボックス遺伝子が分節的に発現し、頭部の形態形成に機能する。このことはそれらの共通祖先である左右相称動物の共通祖先（ウルバイラテリア）は既に脳を含む中枢神経系を具えていたことを示唆する。このように動物に共通な発生遺伝子群はツールキット遺伝子群と呼ばれる。
エディアカラ生物群で左右相称動物と考えられるものの中にも、スプリッギナ Spriggina のように頭化がみられるものがある。
環形動物の貧毛類では脳神経節は感覚性の情報を中継する中枢に過ぎず、除去しても運動性機能に支障はない。それに対し、多毛類では脳神経節は抑制の中枢、食道下神経節は運動の中枢となり、両者が協同して全身の運動を支配している。

## 昆虫の頭部神経節
節足動物の昆虫においては、胚の腹側の神経外胚葉の一部から神経芽細胞が生じ、それが不等分裂を行って神経細胞が産生されることで体節ごとに1対の神経節を形成する。進化した系統では複数の神経節の融合がみられる。
頭部の前端部には複数の神経節が融合した食道上神経節（大脳神経節）と食道下神経節（顎神経節）がある。ハエやハチ、チョウなどにおいてはこの2つが融合し頭部神経節を構成する。この食道上神経節は脳と呼ばれ、融合した頭部神経節を持つ場合はこれを脳と呼ぶ。食道上神経節は前大脳、中大脳、後大脳からなり、感覚や行動発現の中枢となっている。食道下神経節は口器の感覚神経や運動神経の投射を受け、味覚及び口器の摂食行動の中枢として働く。

## 脊椎動物の頭部形成
脊椎動物の中枢神経系は表皮外胚葉の一部が背側正中部で肥厚して神経板となり、それが陥入して生じる神経管から形成される。咽頭胚期において、既に明瞭な頭部があり、頭部背側で神経管が脳原基として分化を始める。神経管の前端に脳胞が複数膨出し、局所的なシグナルセンターにより、終脳、間脳、中脳、小脳、菱脳が分化していく。胚の頭部前端には頭索動物と異なり脊索の及ばない部分がある。その部分に索前板があり、前脳や中脳などの頭部前方の構造が誘導される。間脳や後脳には前後軸に沿ってプロソメア（前脳節、前脳分節）やロンボメア（菱脳節、菱脳分節）と呼ばれる分節構造（神経分節）を生じ、そこから特定の神経核や神経路が発生する。
頭部が成立する要因として、脊索を伴わない頭部前端を取り囲むための頭部神経堤細胞および脳神経節や感覚器を形成する外胚葉性プラコードの獲得が挙げられる。脊椎動物の頭部には、頭蓋、脳、感覚器、摂食器官、咽頭・鰓弓系、咽頭派生物、甲状腺（内柱）が存在し、頭部に発する多くの細胞の分化には頭部神経堤が関わるものが多い。
脊椎動物の体制は、脊索動物に共通してもつ発生拘束も含む咽頭胚期の分節パターンを基調としているが、体節に由来する体幹の分節パターンとは異なり、頭部は咽頭弓（鰓弓）の分節パターンに由来する。